# Chimarra beylaensis
Chimarra beylaensis är en nattsländeart som beskrevs av Francois-Marie Gibon 1986. Chimarra beylaensis ingår i släktet Chimarra och familjen stengömmenattsländor. Inga underarter finns listade i Catalogue of Life.